# Crazy Kids
Crazy Kids è un singolo della cantautrice statunitense Kesha, il secondo estratto dal secondo album in studio Warrior e pubblicato il 30 aprile 2013.

## Video musicale
Il videoclip del brano, diretto da Darren Craig, è stato filmato il 9 maggio 2013 e pubblicato sulla piattaforma YouTube il 29 dello stesso mese.
Esso si apre con Kesha che cammina salutando diverse persone anticonformiste per poi fermarsi in un portico con due uomini muscolosi che sollevano dei pesi. Poi entra in una casa e anche qui saluta le persone che incontra. Gira per tutta l'edificio, si toglie la felpa mostrando le treccine e balla eseguendo dei movimenti satanici. Esce dalla stanza e apre un frigo prendendo bottiglie di aranciata che beve a canna, si siede quindi su un divano con due pitbull, uno dei quali scappa, fino a raggiungere un flipper all'interno della casa. Il giocatore del flipper è un uomo con indosso uno scafandro dorato, sul cui casco compare la faccia di will.i.am, che canta una strofa della canzone e si sposta in casa con due ragazze. Ora la scena si trasferisce all'esterno, sul bordo di una piscina. Mentre degli individui bizzarri giocano e festeggiano nella piscina, Kesha rimane nell'ombra, tra gli alberi, dove si mette a cantare e ad eseguire una particolare coreografia assieme a uomini più anziani di lei, tutti con la barba. Per questa scena la cantante ha utilizzato un look ispirato a quello sfoggiato da Madonna al Super Bowl del 2012, con corpetto nero e dorato e catene dorate che pendono dal busto. A questo punto Kesha canta il ritornello della canzone in una stanza buia, mentre la sua figura viene messa in risalto da luci di riflettori arancioni. Poco dopo la pop star è seduta sotto il portico della casa, dove abbraccia un gatto dal pelo folto. Il video si chiude con Kesha che indossa una felpa sulla quale compare il simbolo "$" mentre si allontana dalla casa, dando le spalle alla telecamera.

## Classifiche
| Classifica (2013) | Posizione massima |
| ----------------- | ----------------- |
| Australia         | 32                |
| Austria           | 58                |
| Belgio (Vallonia) | 14                |
| Belgio (Fiandre)  | 12                |
| Canada            | 47                |
| Corea del Sud     | 2                 |
| Germania          | 56                |
| Irlanda           | 14                |
| Libano            | 14                |
| Slovacchia        | 32                |
| Turchia (Pop)     | 8                 |
| Regno Unito       | 27                |
| Stati Uniti       | 40                |
| Stati Uniti (Pop) | 21                |